# 波茨坦和柏林的宮殿和公園建築群
波茨坦和柏林的宮殿和公園建築群是指位於德國波茨坦和柏林的多座宮殿及其附屬庭園（公園）的總稱。這一建築群在1990年成為聯合國教科文組織的世界文化遺產，並在1992和1999年增加了建築。建築群主要位於波茨坦東北部和柏林西南部。建築群中以腓特烈二世的離宮无忧宫和波茨坦會議的舉辦場所塞琪琳霍夫宮最為著名。

## 外部連結
- 德國UNESCO （页面存档备份，存于）